# Fleur Agema
Marie-Fleur Agema, dite Fleur Agema, née le 16 septembre 1976 à Purmerend, est une architecte et femme politique néerlandaise. 

## Carrière politique
Membre du Parti pour la liberté (PVV), elle est élue représentante à la Seconde Chambre des États généraux lors des élections de 2006 sur la liste conduite par Geert Wilders. Elle est réélue en 2010, 2012, 2017, 2021 et 2023.
Le 2 juillet 2024, elle est nommée vice-Première ministre et ministre de la Santé publique, du Bien-être et des Sports dans le cabinet dirigé par Dick Schoof. Le 3 juin 2025, elle quitte celui-ci quand le PVV se retire de la coalition.